# Kogleaks (Bolboschoenus)
 Ikke at forveksle med Schoenoplectus, Scirpus og Trichophorum.
Kogleaks (Bolboschoenus) er en slægt med 4-5 arter, der er udbredt på alle kontinenter, bortset fra Antarktis. Det er flerårige, urteagtige planter med udløbere. Stænglerne er trekantede og bladbærende. Bladene er stift oprette og græsagtige med en trekantet spids. Den endestillede stand af småaks er omgivet af flere højblade. Hvert småaks har over 5 blomster, som er 3-tallige og uregelmæssige. Frugterne er trekantede stenfrugter.
| Beskrevne arter |

- Strandkogleaks (Bolboschoenus maritimus)

| Andre arter |

- Bolboschoenus fluviatilis
- Bolboschoenus robustus
- Bolboschoenus yagara